# Fußball-Europameisterschaft der Frauen 1993/Qualifikation
Die Qualifikation zur Fußball-Europameisterschaft der Frauen 1993 wurde in der Zeit vom 21. September 1991 bis zum 27. September 1992 ausgetragen. Alle gemeldeten Nationteams mussten durch die Qualifikation, denn der Gastgeber des Endrundenturnier wurde erst nach Abschluss aus dem Kreis der vier qualifizierten Teams kurzfristig festgelegt.

## Modus
Insgesamt nahmen 23 Nationalmannschaften an der Qualifikation teil. Die Auswahlmannschaften wurden auf eine Gruppe zu zwei und sieben Gruppen zu drei Mannschaften aufgeteilt. Innerhalb der Gruppen spielte jede Mannschaft zweimal gegen jede andere. Die Gruppensieger qualifizierten sich für das Viertelfinale. Dort wurden im Hin- und Rückspiel die vier Teilnehmer an der Endrunde ermittelt.
Griechenland, Rumänien, Russland und Jugoslawien nahmen erstmals und Schottland und Island nach ein- bzw. dreimaligem Aussetzen wieder, dafür Nordirland diesmal nicht an der Qualifikation teil.

## Ergebnisse

### Gruppe 1
| Pl. | Land     | Sp. | S | U | N | Tore    | Diff. | Punkte |
| --- | -------- | --- | - | - | - | ------- | ----- | ------ |
| 1.  | Norwegen | 4   | 3 | 1 | 0 | 024:000 | +24   | 07:10  |
| 2.  | Belgien  | 4   | 1 | 2 | 1 | 001:800 | −7    | 04:40  |
| 3.  | Schweiz  | 4   | 0 | 1 | 3 | 000:170 | −17   | 01:70  |

| 29.09.91 | Schweiz | – | Norwegen | 0:100 |
| 16.11.91 | Belgien | – | Schweiz  | 0:0   |
| 11.04.92 | Schweiz | – | Belgien  | 0:1   |

| 12.05.92 | Belgien  | – | Norwegen | 0:0 |
| 23.05.92 | Norwegen | – | Schweiz  | 6:0 |
| 26.09.92 | Norwegen | – | Belgien  | 8:0 |

### Gruppe 2
| Pl. | Land       | Sp. | S | U | N | Tore    | Diff. | Punkte |
| --- | ---------- | --- | - | - | - | ------- | ----- | ------ |
| 1.  | Dänemark   | 4   | 3 | 1 | 0 | 014:200 | +12   | 07:10  |
| 2.  | Frankreich | 4   | 1 | 1 | 2 | 007:100 | −3    | 03:50  |
| 3.  | Finnland   | 4   | 0 | 2 | 2 | 003:120 | −9    | 02:60  |

| 21.09.91 | Finnland   | – | Dänemark   | 1:1 |
| 16.10.91 | Dänemark   | – | Frankreich | 4:1 |
| 02.05.92 | Frankreich | – | Dänemark   | 0:4 |

| 09.05.92 | Finnland   | – | Frankreich | 1:1 |
| 17.05.92 | Dänemark   | – | Finnland   | 5:0 |
| 27.09.92 | Frankreich | – | Finnland   | 5:1 |

### Gruppe 3
| Pl. | Land       | Sp. | S | U | N | Tore    | Diff. | Punkte |
| --- | ---------- | --- | - | - | - | ------- | ----- | ------ |
| 1.  | England    | 4   | 4 | 0 | 0 | 009:100 | +8    | 08:0   |
| 2.  | Island     | 4   | 1 | 1 | 2 | 003:700 | −4    | 03:50  |
| 3.  | Schottland | 4   | 0 | 1 | 3 | 001:500 | −4    | 01:70  |

| 18.04.92 | England    | – | Schottland | 1:0 |
| 17.05.92 | England    | – | Island     | 4:0 |
| 20.05.92 | Schottland | – | Island     | 0:0 |

| 22.06.92 | Island     | – | Schottland | 2:1 |
| 19.07.92 | Island     | – | England    | 1:2 |
| 23.08.92 | Schottland | – | England    | 0:2 |

### Gruppe 4
| Pl. | Land     | Sp. | S | U | N | Tore    | Diff. | Punkte |
| --- | -------- | --- | - | - | - | ------- | ----- | ------ |
| 1.  | Schweden | 4   | 3 | 1 | 0 | 016:100 | +15   | 07:10  |
| 2.  | Spanien  | 4   | 1 | 1 | 2 | 002:600 | −4    | 03:50  |
| 3.  | Irland   | 4   | 1 | 0 | 3 | 001:120 | −11   | 02:60  |

| 23.10.91 | Spanien | – | Schweden | 0:4 |
| 08.12.91 | Spanien | – | Irland   | 0:1 |
| 22.03.92 | Irland  | – | Spanien  | 0:1 |

| 17.05.92 | Schweden | – | Spanien  | 01:1 |
| 07.06.92 | Irland   | – | Schweden | 00:1 |
| 20.09.92 | Schweden | – | Irland   | 10:0 |

### Gruppe 5
| Pl. | Land         | Sp. | S | U | N | Tore    | Diff. | Punkte |
| --- | ------------ | --- | - | - | - | ------- | ----- | ------ |
| 1.  | Niederlande  | 4   | 2 | 2 | 0 | 006:100 | +5    | 06:20  |
| 2.  | Rumänien     | 4   | 1 | 3 | 0 | 002:100 | +1    | 05:30  |
| 3.  | Griechenland | 4   | 0 | 1 | 3 | 000:600 | −6    | 01:70  |

| 10.11.91 | Griechenland | – | Rumänien     | 0:0 |
| 08.03.92 | Griechenland | – | Niederlande  | 0:3 |
| 04.04.92 | Niederlande  | – | Griechenland | 2:0 |

| 17.05.92 | Rumänien    | – | Griechenland | 1:0 |
| 03.06.92 | Niederlande | – | Rumänien     | 1:1 |
| 23.09.92 | Rumänien    | – | Niederlande  | 0:0 |

### Gruppe 6
Die deutsche und die jugoslawische Nationalmannschaft sollten in Hin- und Rückspiel einen Teilnehmer am Viertelfinale ermitteln. Das jugoslawische Heimspiel wurde am 28. Mai 1992 in Sofia ausgetragen. Deutschland gewann das Spiel mit 3:0. Das Rückspiel in Deutschland wurde wegen des Bürgerkrieges in Jugoslawien nicht ausgetragen. Deutschland wurde zum Gruppensieger erklärt.

### Gruppe 7
| Pl. | Land             | Sp. | S | U | N | Tore    | Diff. | Punkte |
| --- | ---------------- | --- | - | - | - | ------- | ----- | ------ |
| 1.  | Italien          | 4   | 3 | 1 | 0 | 012:400 | +8    | 07:10  |
| 2.  | Tschechoslowakei | 4   | 2 | 1 | 1 | 007:600 | +1    | 05:30  |
| 3.  | Polen            | 4   | 0 | 0 | 4 | 003:120 | −9    | 0:80   |

| 29.09.91 | Polen            | – | Tschechoslowakei | 1:2 |
| 19.10.91 | Italien          | – | Polen            | 3:1 |
| 30.05.92 | Tschechoslowakei | – | Italien          | 0:3 |

| 28.06.92 | Tschechoslowakei | – | Polen            | 3:0 |
| 12.09.92 | Italien          | – | Tschechoslowakei | 2:2 |
| 27.09.92 | Polen            | – | Italien          | 1:4 |

### Gruppe 8
| Pl. | Land      | Sp. | S | U | N | Tore    | Diff. | Punkte |
| --- | --------- | --- | - | - | - | ------- | ----- | ------ |
| 1.  | Russland  | 4   | 3 | 1 | 0 | 007:200 | +5    | 07:10  |
| 2.  | Ungarn    | 4   | 2 | 1 | 1 | 005:200 | +3    | 05:30  |
| 3.  | Bulgarien | 4   | 0 | 0 | 4 | 001:900 | −8    | 0:80   |

| 06.10.91 | Russland  | – | Ungarn   | 2:1 |
| 27.10.91 | Bulgarien | – | Ungarn   | 0:1 |
| 17.05.92 | Ungarn    | – | Russland | 0:0 |

| 31.05.92 | Ungarn    | – | Bulgarien | 3:0 |
| 30.06.92 | Russland  | – | Bulgarien | 3:0 |
| 27.09.92 | Bulgarien | – | Russland  | 1:2 |

## Viertelfinale
|                            | Ergebnis |             |
| -------------------------- | -------- | ----------- |
| 10. Oktober 1992 in Oslo   |          |             |
| Norwegen                   | 3:0      | Niederlande |
| 7. November 1992 in Raalte |          |             |
| Niederlande                | 0:3      | Norwegen    |
| Gesamt:                    |          |             |
| Norwegen                   | 6:0      | Niederlande |

|                             | Ergebnis |             |
| --------------------------- | -------- | ----------- |
| 11. Oktober 1992 in Moskau  |          |             |
| Russland                    | 0:7      | Deutschland |
| 14. November 1992 in Rheine |          |             |
| Deutschland                 | 0:0      | Russland    |
| Gesamt:                     |          |             |
| Russland                    | 0:7      | Deutschland |

|                              | Ergebnis |          |
| ---------------------------- | -------- | -------- |
| 13. Oktober 1992 in Borås    |          |          |
| Schweden                     | 1:2      | Dänemark |
| 7. November 1992 in Hjørring |          |          |
| Dänemark                     | 1:1      | Schweden |
| Gesamt:                      |          |          |
| Schweden                     | 2:3      | Dänemark |

|                               | Ergebnis |         |
| ----------------------------- | -------- | ------- |
| 17. Oktober 1992 in Solofra   |          |         |
| Italien                       | 3:2      | England |
| 7. November 1992 in Rotherham |          |         |
| England                       | 0:3      | Italien |
| Gesamt:                       |          |         |
| Italien                       | 6:2      | England |